# Дёмин, Виктор Петрович (радиотехник)
Виктор Петрович Дёмин (03.01.1930 — 13.02.2001) — российский учёный в области радиотехники, лауреат Государственной премии СССР (1984).
Окончил факультет радиоэлектроники летательных аппаратов (ФРЭЛА) Московского авиационного института (1953). Работал там же: ассистент кафедры «Радиолокация», аспирант (1954—1957), затем старший преподаватель кафедры «Теоретическая радиотехника», с 1983 года заведующий кафедрой.
В 1962−1972 годах ректор завода-втуза МАИ, с 1971 по 2001 год декан факультета «Радиоэлектроника ЛА».
Кандидат технических наук (1960), профессор (1978).
Автор научных работ в области обнаружения и идентификации радиосигналов.
Лауреат Государственной премии СССР (1984), Премии Совета Министров СССР (1989), премии отделения радиофизики АН СССР (1978), премий имени 25-летия МАИ (1960, 1999), Премии Правительства РФ за 2000 год - за научно-практическую разработку «Новые технологии обучения специалистов для промышленности и Вооруженных сил по интегрированной методике» для учебных заведений высшего профессионального образования.
Награждён орденами Трудового Красного Знамени (1980) и «Знак Почёта» (1971), тремя медалями, нагрудными знаками «Почётный радист СССР», «Почётный работник высшего образования», «Отличник погранвойск», медалями ВДНХ.

## Семья
- Жена - Дёмина Инга Дмитриевна (02.12.1933)
  - Дочь - Норкина Наталья Викторовна (12.03.1963) 
    - Внук - Норкин Виктор Петрович (17.03.1983)
    - Внук - Норкин Александр Петрович (21.05.1990)